# Antoni Grabowski (komunista)
Antoni Grabowski pseud. Włoch, Czarny Antek, Antek (ur. 1911 lub 17 stycznia 1909 w Sosnowcu, zm. w lipcu 1943) – działacz polskiego i międzynarodowego ruchu komunistycznego, uczestnik wojny domowej w Hiszpanii, organizator PPR i GL w okręgu Warszawa-Lewa Podmiejska i dowódca tego okręgu, dowódca III Kielecko-Radomskiego Obwodu GL, dowódca spec-grupy Sztabu Głównego GL.

## Życiorys
W okresie międzywojennym wyemigrował w poszukiwaniu pracy do Francji, gdzie otrzymał zatrudnienie w górnictwie. Wstąpił do Francuskiej Partii Komunistycznej (FPK); działał przeważnie wśród robotniczej emigracji polskiej. W 1936 wyjechał do Hiszpanii i walczył w XIII Brygadzie im. Jarosława Dąbrowskiego, gdzie uzyskał stopień porucznika. 9 lutego 1939 wraz z innymi żołnierzami Brygady został internowany we Francji.
Na początku 1942 przedostał się do kraju. PPR powierzyła mu organizowanie placówek grup wypadowych i oddziałów partyzanckich GL w Okręgu Warszawa-Lewa Podmiejska. Zorganizowane przezeń grupy i oddziały GL w powiatach: sochaczewskim, łowickim i grójeckim rozpoczęły działalność w połowie 1942. Pod koniec sierpnia 1942 "Antek" utworzył 12-osobowy oddział partyzancki im. Ludwika Waryńskiego, który 15 września 1942 pod jego osobistym dowództwem wykoleił w Lipcach na linii Warszawa-Koluszki pociąg pośpieszny z wojskiem. Następnie Grabowski objął stanowisko dowódcy Okręgu Warszawa-Lewa Podmiejska. W grudniu 1942 został skierowany na dowódcę Kielecko-Radomskiego Obwodu GL; na tym stanowisku m.in. zastrzelił za bandytyzm dowódcę jednego z oddziałów partyzanckich GL, Zygmunta Banasiaka. W lutym 1943 został przeniesiony na p.o. dowódcy IV Krakowskiego Obwodu GL, ponieważ kierownictwo PPR i GL w Małopolsce zostało zdziesiątkowane wskutek aresztowań (na początku 1943 Niemcy aresztowali m.in. sekretarza obwodowego PPR Franciszka Malinowskiego, dowódcę Krakowskiego Obwodu GL Romana Śliwę i sekretarza Rzeszowskiego Okręgu PPR Augustyna Micała). W końcu kwietnia odwołano go do Warszawy, gdzie po śmierci Franciszka Bartoszka objął dowództwo spec-grupy Sztabu Głównego GL. Ok. 10 lipca 1943 został aresztowany przez gestapo i kilka tygodni później zamordowany.

Antoni Grabowski był  patronem 12 pułku kolejowego.

## Awanse
- porucznik - druga połowa lat 30 (w Brygadach Międzynarodowych)
- Oficer GL - 1942
- Oficer Sztabu Głównego GL - 1943
- pułkownik - pośmiertnie w 1945

## Odznaczenia
- Order Krzyża Grunwaldu II klasy - pośmiertnie
- Order Krzyża Grunwaldu III klasy - pośmiertnie